# عياشة (الباب)
عياشة  قرية سوريّة تتبع إداريّاً لمحافظة حلب منطقة الباب ناحية الراعي، بلغ تعداد سكانها 468 نسمة حسب التعداد السكاني لعام 2004.